# Tidsi Nissendalene
Tidsi Nissendalene (franska: Tidsi Nissendalene (CR), Tidsi Nissendalene (Commune Rurale), arabiska: تالمكانت) är en kommun i Marocko.   Den ligger i provinsen Taroudannt och regionen Souss-Massa, i den centrala delen av landet, 500 km söder om huvudstaden Rabat. Antalet invånare är 6 171.